# Saint-Eulien
Saint-Eulien is een gemeente in het Franse departement Marne (regio Grand Est) en telt 324 inwoners (1999). De plaats maakt deel uit van het arrondissement Vitry-le-François.

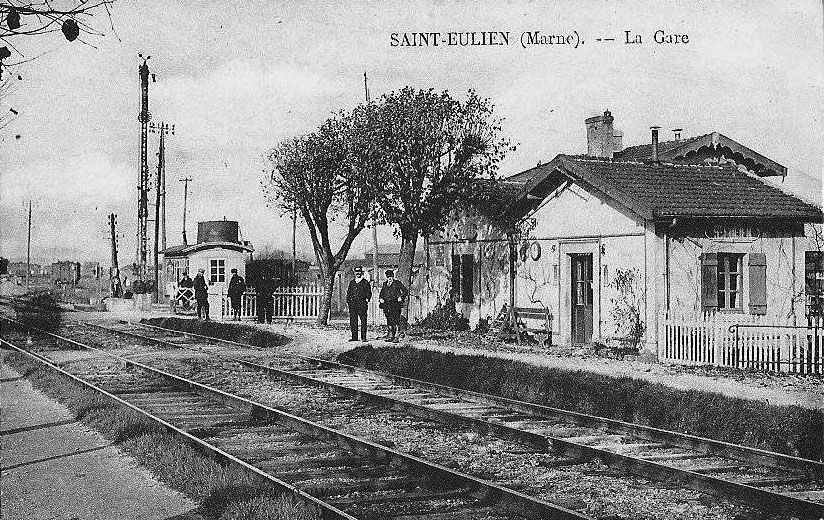
Historische afbeelding van het station van Saint-Eulien

## Geografie
De oppervlakte van Saint-Eulien bedraagt 8,0 km², de bevolkingsdichtheid is 40,5 inwoners per km².
De onderstaande kaart toont de ligging van Saint-Eulien met de belangrijkste infrastructuur en aangrenzende gemeenten.

## Demografie
Onderstaande figuur toont het verloop van het inwonertal (bron: INSEE-tellingen).